# Kościół Ingarö
Kościół Ingarö jest to kościół parafialny Zgromadzenia Gustavsberg-Ingarö. Kościół Ingarö znajduje się w Ingarö między drogą 222 a wąska drogą wodną Kolström, około trzech mil od Sztokholmu.

## Budynek kościoła
Kościół został zbudowany w 1792 roku przez pastora Samuela Ödmanna w Ingarö. Świątynia zbudowana jest z drewnianej kaplicy upodobnionej do otaczającego krajobrazu. W swoim kształcie, budynek składa się z sali kościelnej, z węższej zakrystii na wschodzie i węższego przedsionka na zachodzie. Drewniany kościół opiera się na dość wysokim asfaltowym postumencie z granitu. Wszystkie części budynku są pokryte asfaltowym gontem.

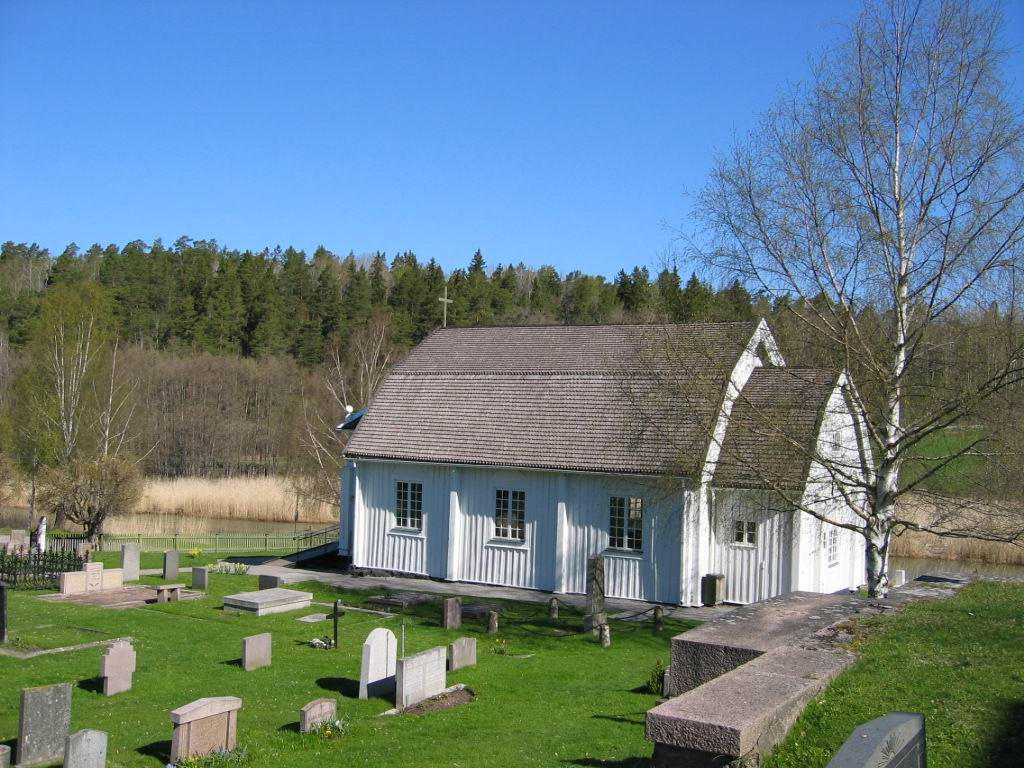
Widok od strony cmentarza

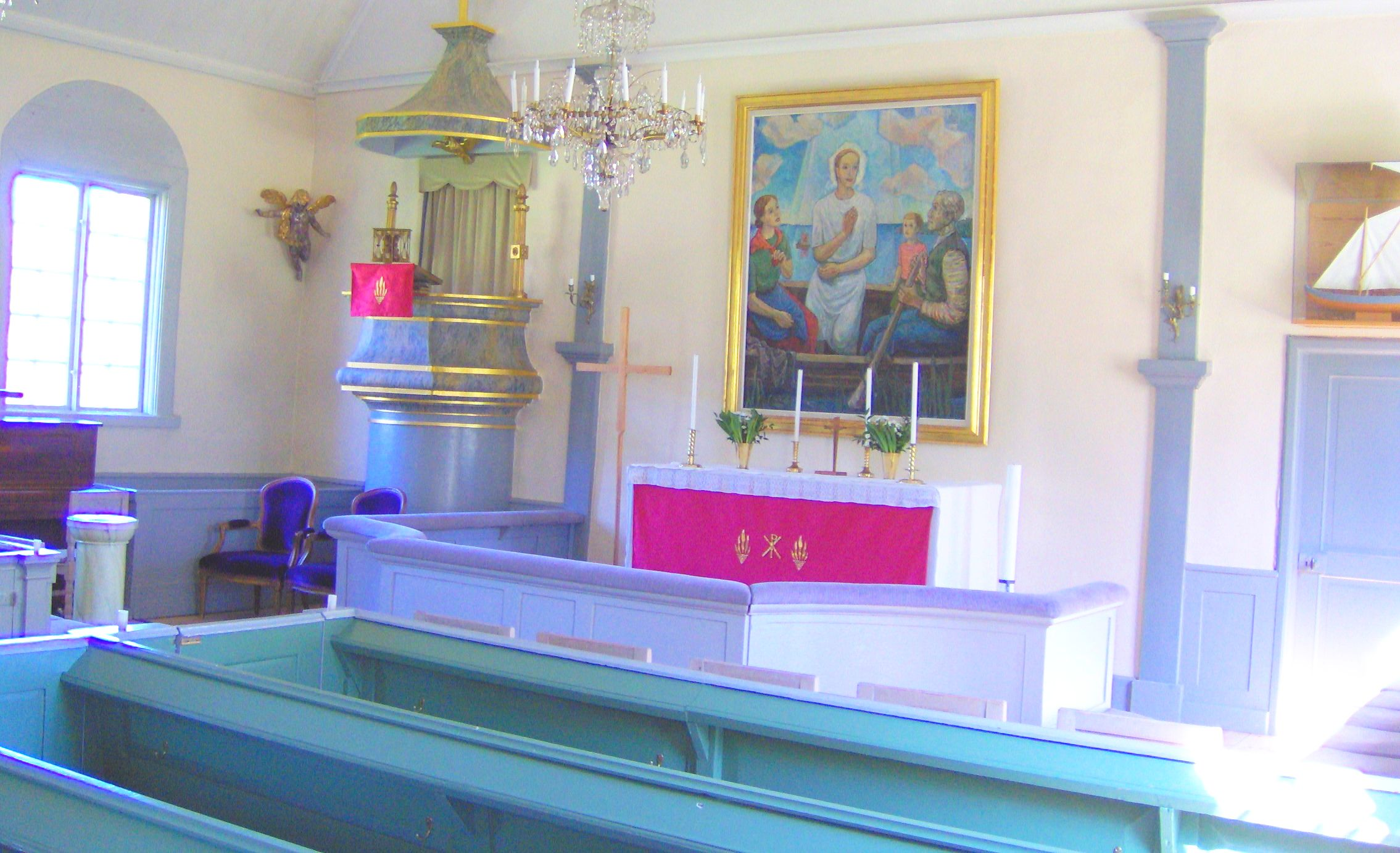
Wnętrze kościoła

## Wyposażenie
- Ambona – część starszego kościoła, pierwotnie położona nad ołtarzem. Podczas odbudowy w 1932 roku została przeniesiona na północną ścianę.
- Ściany z drewna pomalowane na zielono i wygląd późno 1900.
- Krzyż, który jest wykonany w 1959 r. przez rzeźbiarza Arne Jones i przekazany do kościoła w 1981 roku.
- Ołtarz jest utworzony w 1952 roku przez artystę Einar Forseth. Tematem jest Jezus Zwiastowanie rybaków. Wcześniej ołtarz był parafii Kungsholmen i przybył do kościoła w Ingarö w 1907 roku.
- Organy i elewacji organ pochodzi z 1980 roku stworzona przez Akerman & Lund Orgelbyggeri.

## Pochowani na cmentarzu
- Pionier lotnictwa Carl Cederström leży pochowany wraz ze swoją żoną.
- Pisarz i dziennikarz TV Maj Fant.
- Aktor Georg Funkquist.
- Aktor, reżyser, reżyser operowy Göran Gentele.
- Rzeźbiarz i artysta Stig Lindberg.
- Generał i naczelny dowódca Torsten Rapp.
- Żeglarz i armator Sven Salén.
- Przemysłowiec Sten Westerberg.
- Operator filmowy Hilding Bladh.